# Ciprofibrate
Ciprofibrate là một fibrate được phát triển như một chất làm giảm lipid.
Nó đã được cấp bằng sáng chế vào năm 1972 và được chấp thuận cho sử dụng y tế vào năm 1985.